# Balochistan (Pakistan)
Balochistan (tiếng Baloch, tiếng Urdu: بلوچستان, Ttếng Brahui: Balocistán) là tỉnh có diện tích lớn nhất của Pakistan, chiếm xấp xỉ 44% tổng diện tích cả nước. Theo thống kê năm 1998, Balochistan có dân số gần 6,6 triệu người.
Tỉnh giáp với tỉnh Sistan và Baluchestan của Iran về phía Tây; các tỉnh Paktika, Zabul, Kandahar, Helmand và Nimruz của Afghanistan và tỉnh Khyber Pakhtunkhwa ở phía Bắc; tỉnh Punjab và tỉnh Sindh ở phía Đông, phía Nam Balochistan là biển Ả Rập. Các ngôn ngữ chính của tỉnh là tiếng Baloch, tiếng Brahui, tiếng Pashtun, tiếng Sindh và tiếng Urdu. Tỉnh lỵ là thành phố Quetta và Gwadar là thành phố cảng đang phát triển mạnh. Balochistan khá giàu tài nguyên khoáng sản; đây là nơi cung cấp khí tự nhiên lớn thứ hai tại Pakistan.

## Địa lý
Balochistan nằm ở rìa Đông Nam của Cao nguyên Iran. Tỉnh là cầu nối giữa khu vực Trung Đông, Tây Nam Á và khu vực Trung Á, Nam Á, tỉnh là điểm cuối trên con đường ra biển ngắn nhất của các nước nội địa ở Trung Á. Xét về kích thước lãnh thổ, Balochistan là tỉnh lớn nhất trong số năm tỉnh của Pakistan với 347,190 km² (134,051 mi²), chiếm 44% diện tích cả nước. Mật độ dân số của tỉnh rất thấp do địa hình đồi núi cũng như khan hiếm nguồn nước. Khu vực phía Nam của tỉnh được gọi là Makran. Khu vực giữa của tỉnh được gọi là Kalat.
Dãy núi Sulaiman chiếm ưu thế ở góc đông bắc và Bolan Pass là một tuyến đường tự nhiên để tới Afghanistan qua ngã Kandahar, tuyến đường này cũng đã được quân Anh sử dụng trong các chiến dịch ở Afghanistan trước kia. Hầu hết phần phía Nam của khu vực Quetta là các sa mạc thưa thớt với một số thị trấn gần sông suối. Thủ phủ Quetta nằm ở quận có mật độ dân số cao nhất và nằm ở phía đông bắc của tỉnh. Thành phố nằm ở một thung lũng sông gần biên giới với Afghanistan. Balochistan có một mùa đông rất lạnh và một màu hè nóng đặc trưng cho khí hậu cao nguyên.

## Nhân khẩu
Theo thống kê năm 1998, Balochistan có 6,6 triệu cư dân, xấp xỉ 5% dân số toàn Pakistan. Các ước tỉnh chính thức cho rằng dân số tỉnh là 7,45 triệu vào năm 2003 và tăng lên 7,8 triệu người vào năm 2005. 
Theo thống kê, số gia đình chủ yếu sử dụng Tiếng Baloch chiếm 40% dân số toàn tỉnh trong khi 20% số hộ nói Tiếng Brauhi, và có trên 25% nói tiếng Pashtun khiến cho Baloch, Brauhi và Pashtun là ba ngôn ngữ chính trong khu vực. Các ngôn ngữ khác bao gồm Tiếng Sindh, Tiếng Punjab, và Tiếng Saraiki. Người nói tiếng Baloch tập trung ở các vùng thưa dân phía Tây, Đông, Nam và Đông Nam; người nói Tiếng Brahui chiếm ưu thế ở vùng trung tâm của tỉnh, trong khi người Pashtun chiếm đa số ở miền Bắc.

## Hành chính
Giống như các tỉnh khác tại Pakistan, Balochistan được chia thành 30 quận:

## Kinh tế
Balochistan có mức tăng trưởng bình quân khoảng 3.7% đến 4.9%. So với năm 1972, nền kinh tế Balochistan đã tăng trưởng 2,7 lần. Kinh tế tỉnh phụ thuộc nhiều vài ngành khai thác khí thiên nhiên, than và kim loại. Bên ngoài thủ phủ Quetta, cơ sở hạ tầng của tỉnh vẫn đang dần phát triển và còn kém xa so với các khu vực khác của Pakistan, ngành đánh bắt cá trên Biển Ả rập vẫn còn hạn chế. Lối sống bộ lạc đã bám sâu vào người dân trong tỉnh và nghề nông vẫn là công việc chính của đa số người lao động.
Tỉnh Balochistan nói chung vẫn còn khá kém phát triển, hiện đang có một vài dự án phát triển đang tiến triển bao gồm xây dựng cảng nước sâu mới ở thị trấn chiến lược Gwadar. Cảng được lên kế hoạch sẽ là trung tâm của tuyến đường vận chuyển năng lượng vào thông thương đến hoặc đi từ Trung Quốc và các nước cộng hòa Trung Á.

## Thư viện ảnh

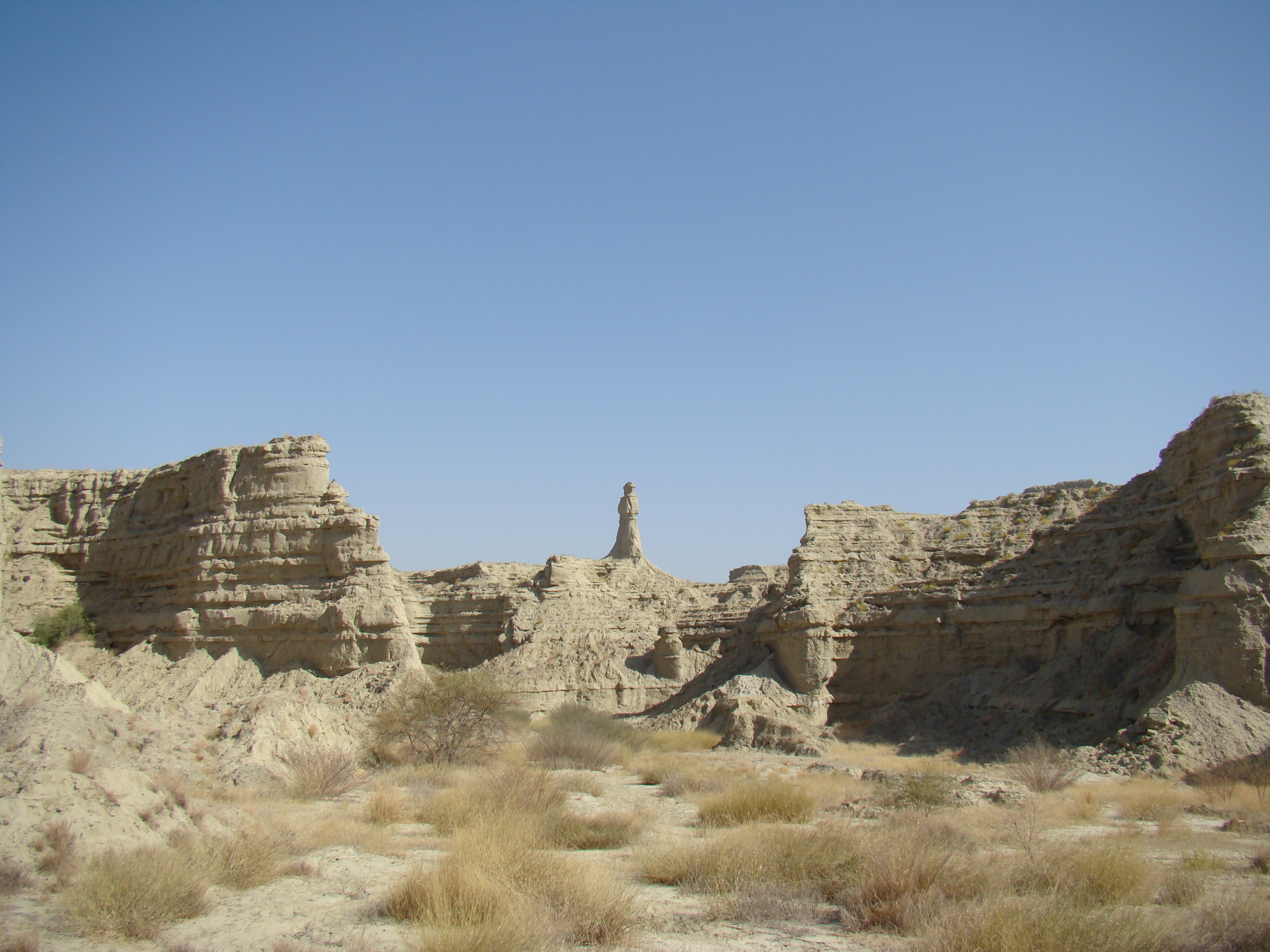
Princes of Hope along the N10
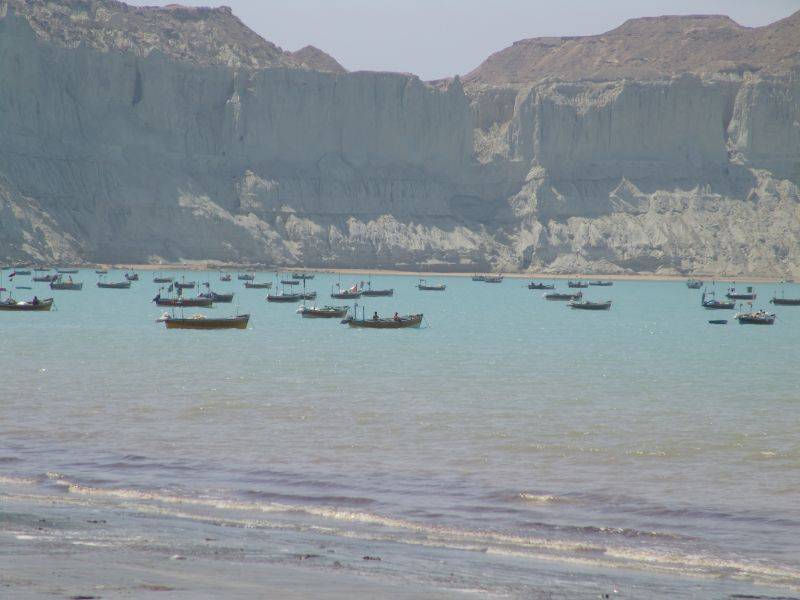
Thuyền đánh cá trên Vịnh Đông Gwadar với nền là Núi Koh-e-Mehdi
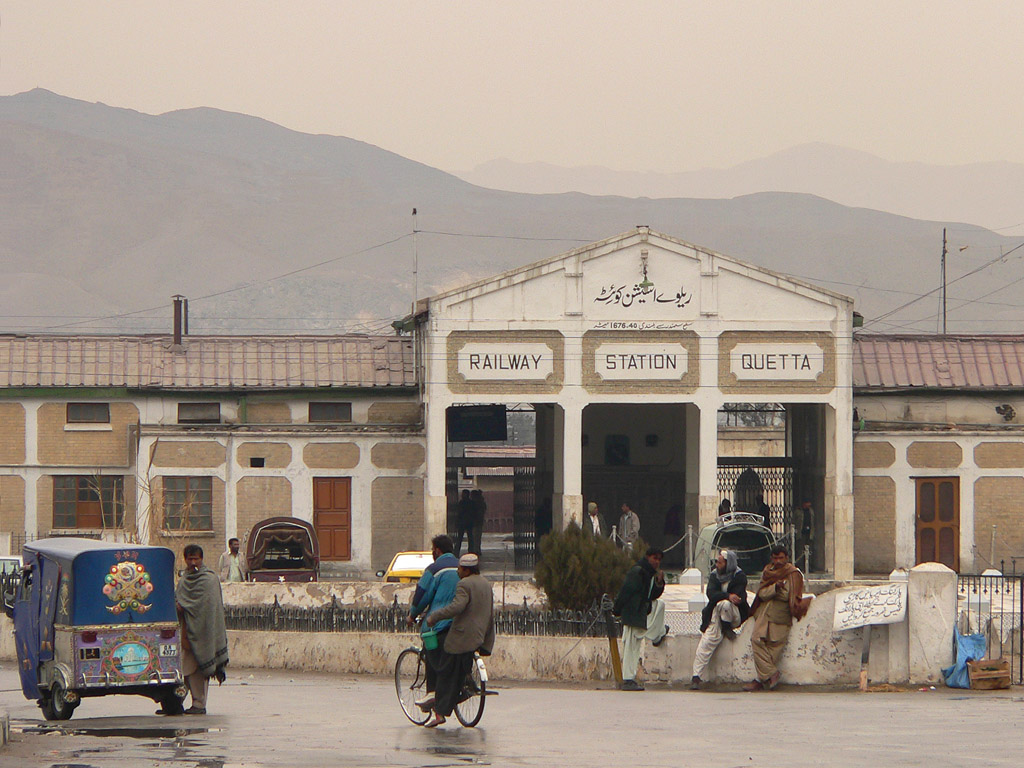
Quetta Railway Station